# Chewa
Le chewa, également appelé nyanja (ou chichewa, chinyanja avec préfixe de classe nominale), est une langue de la famille des langues bantoues, parlées dans toute l'Afrique centrale et australe. C'est notamment l'une des deux langues officielles du Malawi, l'autre étant l'anglais. Le chewa est aussi parlé au Mozambique (notamment dans les provinces de Tete et de Niassa), en Zambie (notamment dans la province orientale), ainsi qu'au Zimbabwe dont c'est l'une des 16 langues officielles et où, suivant certaines estimations, il se place au 3e rang des langues locales les plus utilisées, après le shona et le ndébélé. Le Malawi, la Zambie et le Mozambique constituent la région principale de pratique du chewa.

## Écriture
Le chichewa est écrit à l’aide de l’alphabet latin. L’orthographe peut varier selon le pays.

### Alphabet du Malawi
Un alphabet est standardisé en 1931, et réformé en 1947 lors d’une conférence d’accord inter-territorial de réforme linguistique.
L’alphabet du Malawi est standardisé en 1973, et revu en 1980 et 1990,.
| a | b | c | d | e | f | g | h | i | j | k | l |
| m | n | o | p | r | s | t | u | v | w | y | z |

### Alphabet de Zambie
L’alphabet de Zambie est établi en 1977, à la suite de la standardisation de l’orthographe de 7 langues zambiennes utilisées dans l’éducation publique,,.
| Lettres de l’alphabet |     |      |    |     |     |     |     |     |     |      |     |    |     |     |     |     |     |     |      |     |     |     |    |     |       |     |   |     |     |    |
| a                     | b   | c    | ch | d   | e   | f   | g   | h   | i   | j    | k   | kh | l   | m   | n   | ng  | o   | p   | ph   | r   | s   | t   | th | u   | v, bv | w   | ŵ | y   | z   | dz |
| Prononciation         |     |      |    |     |     |     |     |     |     |      |     |    |     |     |     |     |     |     |      |     |     |     |    |     |       |     |   |     |     |    |
| /a/                   | /b/ | /tʃ/ |    | /d/ | /e/ | /f/ | /ɡ/ | /h/ | /i/ | /dʒ/ | /k/ |    | /l/ | /m/ | /n/ | /ŋ/ | /o/ | /p/ | /pʰ/ | /r/ | /s/ | /t/ |    | /u/ | /v/   | /w/ |   | /j/ | /z/ |    |

## Prononciation
- Locuteurs du chewa.

### Consonnes
|                  | Bilabial | Bilabial | Labio- dental | Labio- dental | Alvéolaire | Alvéolaire | Post- alvéolaire | Post- alvéolaire | Palatal | Palatal | Vélaire | Vélaire |
| ---------------- | -------- | -------- | ------------- | ------------- | ---------- | ---------- | ---------------- | ---------------- | ------- | ------- | ------- | ------- |
| Occlusif         | p        | b        |               |               | t          | d          |                  |                  |         |         | k       | ɡ       |
| Occlusif         | pʰ       |          |               |               | tʰ         |            |                  |                  |         |         | kʰ      |         |
| Nasal            | m        | m        |               |               | n          | n          |                  |                  | ɲ       | ɲ       |         | ŋ       |
| Fricatif         |          |          | f             | v             | s          | z          | ʃ                | ʒ                |         |         |         |         |
| Affriqué         |          |          |               |               | ts         | dz         | tʃ               | dʒ               |         |         |         |         |
| Spirant          |          |          |               |               |            |            |                  |                  | j       | j       |         |         |
| Spirant latérale |          |          |               |               | l          | l          |                  |                  |         |         |         |         |
| Roulé            |          |          |               |               | r          | r          |                  |                  |         |         |         |         |

#### Prénasalisation
Le chichewa contient plusieurs consonnes occlusives prénasalisées :
| Consonnes       | b  | d  | ɡ  | p  | t  | k  |
| Prénasalisation | ᵐb | ⁿd | ᵑɡ | ᵐp | ⁿt | ᵑk |

### Voyelles
|           | Antérieur | Postérieur |
| --------- | --------- | ---------- |
| Fermé     | i         | u          |
| Mi-ouvert | ɛ         | ɔ          |
| Ouvert    | a         |            |